# شبكة رائعة
الشبكة الرائعة (اللغة اللاتينية : rete mirabile وتعني بالضبط «شبكة رائعة» ؛ الجمع retia mirabilia) هي بنية عبارة عن مجموعة من الشرايين والأوردة المتقاربة جدًا من بعضها البعض، وتتواجد هذه البنية في بعض الفقاريات، بشكل رئيسي الفقاريات من ذوات الدم الحار. تستغل الشبكة الرائعة إتجاه تدفق الدم في التيار المعاكس داخل الشبكة (تدفق الدم في اتجاهين متعاكسين) ليكون بمثابة مبادل معاكس للتيار. تقوم بمبادلة الحرارة والأيونات أو الغازات بين جدران الأوعية بحيث أن يتم الحفاظ، داخل مجرى الدم الإثنين الموجودين في الشبكة الرائعة، على عامل تدرج ثابت فيما يتعلق بدرجة الحرارة أو تركيز الغازات أو تركيز المحلول. تمت صياغة هذا المصطلح من قبل جالينوس.

## كفاءتها
يتم تحديد كفاءة الشبكة ونجاعتها بشكل أساسي من خلال مدى سهولة وجاهزية تبادل الحرارة أو الأيونات أو الغازات. لكل طول معين، تكون الشبكة أكثر ناجعة وكفوءة فيما يتعلق بالغازات أو الحرارة، ومن ثم الأيونات الصغيرة، وبشكل متناقص أكثر وأكثر بالنسبة للمواد الأخرى.
يمكن أن توفر الشبكة تبادلات مفيدة للغاية. في التونة زرقاء الزعانف، على سبيل المثال، يتم نقل جميع الحرارة الأيضية تقريبًا من الدم الوريدي إلى الدم الشرياني، وبالتالي يتم الحفاظ على درجة حرارة العضلات؛ نجاعة وكفاءة عملية التبادل الحراري تقترب من نسبة 99% (أي تقريبا ناجعة وكفوءة بشكل كلي).

## الطيور
في الطيور ذات الأقدام الوتراء، تنقل الشبكة الرائعة المتواجدة في الساقين والقدمين الحرارة من الدم الخارج (الساخن) في الشرايين إلى الدم (البارد) الوارد في الأوردة. تأثير هذا المبادل الحراري البيولوجي هو أن درجة الحرارة الداخلية للقدم أقرب بكثير من درجة الحرارة المحيطة الخارجية، وبالتالي النتيجة هي تقليل فقدان الحرارة. يتواجد لطيور البطريق شبكة رائعة أيضا في الزعانف والممرات الأنفية.
تقوم الطيور البحرية بعملية تقطير لمياه البحر عن طريق التبادل المعاكس للتيار باستخدام ما يسمى بغدة الملح التي تحوي على شبكة رائعة. تفرز الغدة محلول ملحي شديد التركيز والذي يتم تخزينه بالقرب من فتحتي الأنف فوق المنقار. ثم يقوم الطائر «بعطس» المحلول الملحي لخارج الجسم. بما أن المياه العذبة لا تتوفر عادة في البيئة التي تتواجد بها طيور معينة، تمتلك بعض هذه الطيور، مثل عدة أنواع من الطيور البحرية، مثال على ذلك، البجع، النوء، طيور القطرس، النوارس وخرشناوات، على هذه الغدة، مما يسمح لهم ذلك بشرب الماء المالح من البيئة المتواجدين بها، أي أثناء وجودهم على بعد مئات الكيلومترات من أرض الساحل والشاطئ.

## الأسماك
عند بعض الأسماك، تملأ الشبكة الرائعة نفاخة العوم بالأكسجين، مما يزيد من قدرة طفو الأسماك. يتم استخدام نظام التبادل المعاكس للتيار بين الشعيرات الدموية؛ الوريدية والشريانية. يؤدي خفض مستويات الأس الهيدروجيني في الشعيرات الدموية الوريدية إلى تفكك ارتباط الأكسجين بهيموغلوبين الدم. هذا يسبب لزيادة في الضغط الجزئي للأكسجين الموجود في الدم الوريدي، مما يسمح للأكسجين بالانتشار (الخروج) عبر غشاء الشعيرات وإلى الشعيرات الدموية الشريانية، حيث لا يزال الأكسجين محتجزًا بشكل مفصول لربطه للهيموغلوبين. تستمر دورة الانتشار حتى تتجاوز قيمة الضغط الجزئي للأكسجين في الشعيرات الدموية الشريانية تلك القيمة للضغط الموجود في نفاخة العوم. عند هذه النقطة، الأكسجين المذاب في الشعيرات الدموية الشريانية، ينتقل لنفاخة العوم عبر غدة الغاز.
تسمح هذه البنية، بنية الشبكة الرائعة المكونة من شرايين وأوردة، بزيادة درجة حرارة العضلات في المناطق التي تتواجد فيها هذه البنية نفسها. السمك قادر على تنظيم حراري بمناطق معينة بجسمه. بالإضافة إلى ذلك، تؤدي هذه الزيادة في درجة الحرارة إلى زيادة درجة الحرارة الأيضية القاعدية. السمك يكون قادر عند ذلك على تقسيم المركب أدينوسين ثلاثي الفوسفات بمعدل أعلى، وبالتالي، يمكنها هذا الأمر في نهاية المطاف من السباحة بسرعة أكبر.
تستخدم وتستغل أسماك قيصانة مجموعة من الشبكات الرائعة للحفاظ عل الحرارة؛ مما يجعلها أحدث إضافة إلى قائمة من الأسماك الإقليمية التي تعرف كأسماك ماص للحرارة. الدم الذي ينتقل عبر الشعيرات الدموية في الخياشيم، يجب أن يحمل دمًا باردًا بسبب تعرضه للماء البارد، ولكن الشبكات الرائعة الموجودة في خياشيم أسماك قيصانة، قادرة على نقل الحرارة من الدم الدافئ في الشرايين القادمة من القلب التي من شأنها أن تسخن هذا الدم البارد الذي يتواجد في الشرايين الخارجة من الخياشيم. وبالتالي تكون العضلات الصدرية الضخمة لأسماك قيصانة، وهي العضلات التي تولد معظم حرارة الجسم، قادرة على التحكم في درجة الحرارة في باقي الجسم.

## الثدييات
بالنسبة للثدييات، فإن وجود شبكة رائعة مرتبة في الشرايين الصادرة من الوحدة الأنبوبية الكلوية، يعتبر أمر مهم للحفاظ على وضع مفرط التوتر في اللب الكلوي. يعتبر وضع مفرط التوتر في هذه المنطقة، التي تمتص الماء بشكل خاصية أسموزية من القنوات الجامعة الكلوية عند خروجها من الكلية، هو الذي يسمح ويجعل من الممكن إفراز بول مفرط التوتر واستبقاء أقصى كميات من مياه الجسم.
تتواجد مجموعة من الشبكات الرائعة أيضا في أطراف عدة أنواع من الثدييات. هذه الشبكات تقلل درجة الحرارة في الأطراف. ربما تعمل بعض هذه الشبكات على منع فقدان الحرارة في الظروف التي يسدوها الجو البارد، وذلك عن طريق تقليل تدرج درجة حرارة بين الطرف والبيئة المحيطة به. البعض الآخر من هذه الشبكات يقلل من درجة حرارة الخصيتين مما يزيد من إنتاجيتهم. في عنق الكلب، تحمي الشبكة الرائعة الدماغ عندما يسخن الجسم أثناء فعاليات الصيد؛ يتم تبريد الدم الوريدي قبل دخول الشبكة من خلال اللهث.
تتواجد الشبكة الرائعة بشكل متكرر أيضًا في الثدييات التي تحفر أو تغوص أو لديها أنماط حياة شجرية تنطوي على التشبث بواسطة أطرافها لفترات طويلة. في هذه الحالات، قد تقلل الشبكة درجة حرارة الأطراف وبالتالي، تقل متطلبات الغذاء والأكسجين لعمليات الأيض التي تحدث في أنسجة هذه الأطراف. سيكون ذلك مرغوبًا ومفيدا عندما يكون تدفق الدم إلى الطرف محدودًا نتيجة حدوث «منعكس للغوص» الذي يقود الدم ويحوله بعيدًا عن الأطراف أثناء الغوص أو الحفر أو بسبب القيود التي تفرضها الوضعية، التي يتواجد بها الكائن الحي، على إمداد الدم، مثل في حالة تشبث الحيوانات الشجرية باستعمال أطرافها. في الحالة الأخيرة، تمتلك الثدييات الشجرية التي تكون بطيئة الحركة - مثل الكسلانيات و مخلوقات اللوريس و آكلات النمل الشجرية (آكل النمل الصغير هو أكثر نوع يعيش في بيئة شجرية) - على نوع من الشبكة الرائعة الذي يعتبر من النوع المتقدم للغاية المعروف باسم حزمة الأوعية الدموية. تتم مراجعة هيكل ووظيفة هذه الشبكات الرائعة عند الثدييات من قبل أوديا (1990).
في الزرافات، عندما تنحني هذه الحيوانات للشرب، تعادل الشبكة الرائعة الموجودة في الرقبة ضغط الدم.

## الشبكة الرائعة في تاريخ الطب
اعتقد طبيب الأزمنة القديمة جالينوس -بصورة خاطئة- أن البشر لديهم أيضًا شبكة رائعة في الرقبة، واستند إستنتاجه هذا، على ما يبدو، على تشريح الأغنام والوصول لنتائج خاطئة حيث اعتقد بشكل مغلوط ومخلوط أن الجيب السباتي البشري هو الشبكة الرائعة، ونسب خصائص مهمة إليه؛ سقطت المهمة على Berengario da Carpi أولاً؛ ثم على أندرياس فيزاليوس لإثبات الخطأ هذا.

## روابط خارجية
- مثانة العوم عند الأسماك مع شبكة رائعة مجاورة